# Copa do Mundo de Esqui Alpino de 1992
A Copa do Mundo de Esqui Alpino de 1992 foi a 26º edição da Copa do Mundo, ela foi iniciada em dezembro de 1991 nos Estados Unidos e finalizada em março de 1992 na Suíça.
O suíço Paul Accola venceu no masculino, enquanto no feminino a austríaca Petra Kronberger foi a campeã geral em seu tricampeonato.